# Olli-Pekka Karjalainen
Pour les articles homonymes, voir Karjalainen (homonymie).
Olli-Pekka Karjalainen, né le 7 mars 1980 à Töysä, est un athlète finlandais, spécialiste du lancer du marteau, champion d'Europe en 2006 à Göteborg.

## Biographie
Karjalainen remporte les championnats du monde juniors d'athlétisme 1998. En 1999, il réalise la meilleure performance mondiale accomplie par un junior avec l'engin senior (7,26 kg) avec un jet à 78,33 m.
En 2000, il franchit la barre des 80 m, ce que seul le champion olympique Juha Tiainen avait été en mesure de faire pour la Finlande jusqu'à présent. Deux ans plus tard, il efface son compatriote des tablettes nationales, avec un lancer à 81,70 m.
Le Finlandais réalise ses meilleures performances en 2004, lançant son marteau successivement à 82,15 m le 11 juin à Lapua, puis à 83,30 m le 14 juillet à Lahti. Il échoue ensuite aux qualifications des Jeux olympiques d'Athènes.
Son meilleur résultat en grande compétition est une médaille d'argent, lors des championnats d'Europe de 2006, derrière le Biélorusse Ivan Tsikhan. Cependant, ce dernier voit sa performance annulée en 2014 pour dopage, ce qui permet au Finlandais d'être reconnu comme le vainqueur de la compétition.

### Palmarès
| Date | Compétition                     | Lieu        | Résultat | Performance |
| ---- | ------------------------------- | ----------- | -------- | ----------- |
| 1998 | Championnats du monde juniors   | Annecy      | 1er      | 72,40 m     |
| 1999 | Championnats d'Europe juniors   | Riga        | 1er      | 75,80 m     |
| 1999 | Championnats du monde           | Séville     | 11e      | 75,59 m     |
| 2001 | Championnats d'Europe espoirs   | Amsterdam   | 2e       | 80,54 m     |
| 2001 | Championnats du monde           | Edmonton    | 10e      | 76,76 m     |
| 2002 | Championnats d'Europe           | Munich      | 8e       | 78,57 m     |
| 2004 | Finale mondiale de l'athlétisme | Szombathely | 1er      | 81,43 m     |
| 2005 | Championnats du monde           | Helsinki    | 5e       | 78,77 m     |
| 2005 | Finale mondiale de l'athlétisme | Szombathely | 2e       | 79,81 m     |
| 2006 | Championnats d'Europe           | Göteborg    | 1er      | 80,84 m     |
| 2006 | Finale mondiale de l'athlétisme | Stuttgart   | 6e       | 78,47 m     |
| 2007 | Championnats du monde           | Osaka       | 9e       | 78,35 m     |
| 2008 | Jeux olympiques                 | Pékin       | 6e       | 79,59 m     |
| 2011 | Championnats du monde           | Daegu       | 9e       | 76,60 m     |

### Records
| Épreuve           | Performance | Lieu  | Date            |
| ----------------- | ----------- | ----- | --------------- |
| Lancer du marteau | 83,30 m     | Lahti | 14 juillet 2004 |